# Skalite (szczyt)
Skalite (863 m n.p.m.) – szczyt w Paśmie Baraniej Góry i Skrzycznego, w północno-wschodniej części Beskidu Śląskiego.
Północne i północno-zachodnie stoki Skalitego opadają do doliny Żylicy, południowo-zachodnie do dolinki jej dopływu, południowo-wschodnie do doliny Potoku Granicznego, wschodnie do Kotliny Żywieckiej. Administracyjnie znajduje się na obszarze miasta Szczyrku w województwie śląskim.
Szczyt Skalitego w formie kształtnej kopy kończy krótkie ramię odchodzące na północny wschód od Skrzycznego. Oddzielony jest od tego najwyższego szczytu Beskidu Śląskiego przełęczą Siodło. Skalite stromymi, lesistymi stokami opada ku Dolnemu Szczyrkowi, Buczkowicom i Godziszce. Aktualnie (2008 r.) lasy te przerzedzone są licznymi wiatrołomami i wyrębami. Od strony południowego wschodu pod szczytem położony jest kompleks dawnych polan pasterskich.
U północno-zachodnich podnóży Skalitego, w Dolnym Szczyrku, znajduje się kompleks skoczni narciarskich Skalite.
Bezpośrednio przez szczyt Skalitego nie przechodzą żadne szlaki turystyczne. W pobliżu przebiega zielony szlak turystyczny ze Szczyrku Dolnego na Skrzyczne oraz czerwony szlak turystyczny z Buczkowic na Skrzyczne.

## Przypisy

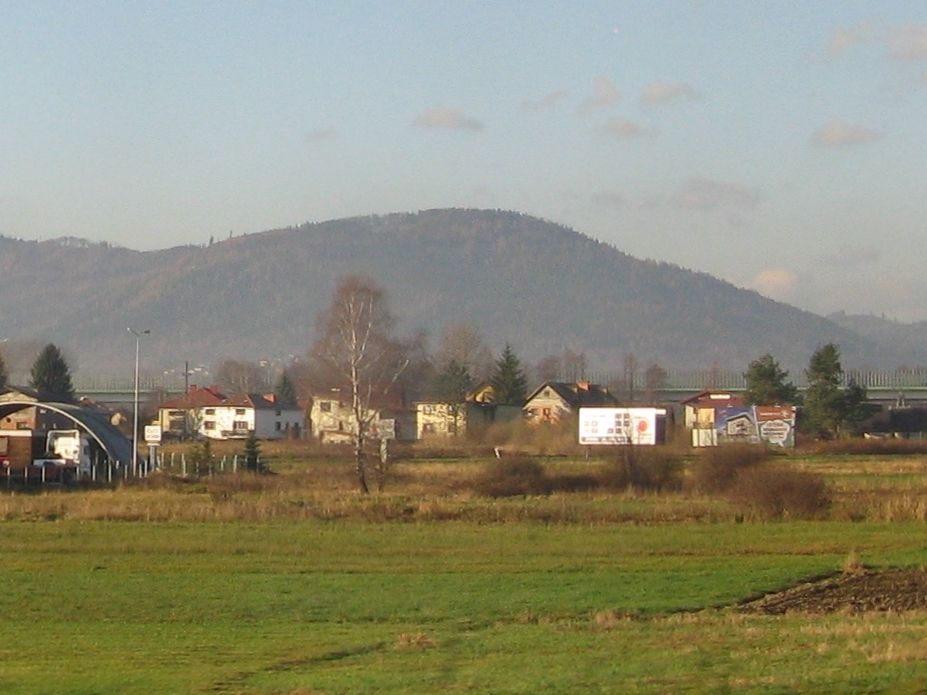